# مینو، گیفو
مینو در استان گیفو در کشور ژاپن واقع شده‌است  که دارای جمعیت ۲۲٬۹۱۲ نفر و مساحت ۱۱۷٫۰۵ کیلومتر مربع با تراکم جمعیت ۱۹۶  نفر در کیلومترمربع است و در تاریخ ۱ آوریل ۱۹۵۴ به عنوان شهر شناخته شد.